# Myrmozercon andongensis
Myrmozercon andongensis (лат.) — вид мирмекофильных клещей семейства Laelapidae из отряда Mesostigmata (Dermanyssoidea, Dermanyssina). Встречаются в Восточной Азии: Южная Корея. Микроскопического размера клещи (длина менее 1 мм) с субокруглым дорсальным щитом. Длина идиосомы 710—734 мкм. На дорсальном щите 26 пар щетинок длиной 40—70 мкм. Представители вида ассоциированы с муравьями вида Camponotus japonicus, собраны с брюшка их солдат (Camponotus, Hymenoptera). Это первый восточнопалеарктический вид рода.